# Suillus viscidus
Bolet gris des mélèzes
Espèce
Statut de conservation UICN

 LC  : Préoccupation mineure
Suillus viscidus, le Bolet gris des mélèzes, est une espèce de champignon (Fungi) basidiomycète du genre Suillus. Il est caractérisé par ses teintes grisâtres et son habitat sous mélèzes.

## Taxonomie
Le nom correct complet (avec auteur) de ce taxon est Suillus viscidus (L.) Roussel, 1796.
L'espèce a été initialement classée dans le genre Boletus sous le basionyme Boletus viscidus L., 1753.

### Synonymes
Suillus viscidus a pour synonymes :
- Boletopsis viscida (L.) Henn., 1900
- Boletus collarius Pers.
- Boletus elbensis Peck, 1872
- Boletus larignus Britzelm., 1893
- Boletus luteobadius Britzelm., 1893
- Boletus serotinus Frost, 1877
- Boletus sordidus Schwalb, 1891
- Boletus viscidus L., 1753
- Fuscoboletinus viscidus (L.) Grund & K.A. Harrison, 1976
- Ixocomus viscidus (L.) Quél., 1888
- Viscipellis viscida (L.) Quél., 1886
- Viscipellis viscida (Linnaeus) Quélet, 1886

### Noms vulgaires et vernaculaires
Ce taxon porte en français les noms vernaculaires ou normalisés suivants : Bolet gris des melezes, bolet gris des mélèzes, bolet vert de gris, bolet visqueux.

## Description du sporophore
Les bolets sont des champignons dont l'hyménophore, constitué de tubes et terminés par des pores, se sépare facilement de la chair du chapeau. Ce chapeau d'abord rond, recouvert d'une cuticule, devient convexe à mesure qu’il vieillit. Ils ont un pied (stipe) central assez épais et une chair compacte. Les caractéristiques de S. viscidus sont les suivantes :
Son chapeau mesure 3 à 10 cm, il est visqueux, beige à gris-brun, puis en vieillissant souvent marbré d'olivâtre.
L'hyménophore présente des tubes blanchâtres puis gris. Les pores sont amples, concolores aux tubes.
Son stipe mesure 4 à 9 cm x 0,5 à 1,5 cm, il est concolore au chapeau, à anneau visqueux blanc puis gris-brun.
La chair est molle, blanchâtre. Sa saveur est douce et son odeur est faible, un peu fruitée.

### Caractéristiques microscopiques
Ses spores mesurent 9,5 à 12 μm x 3,5 à 5 μm, elles sont elliptiques-fusoïdes.

## Galerie

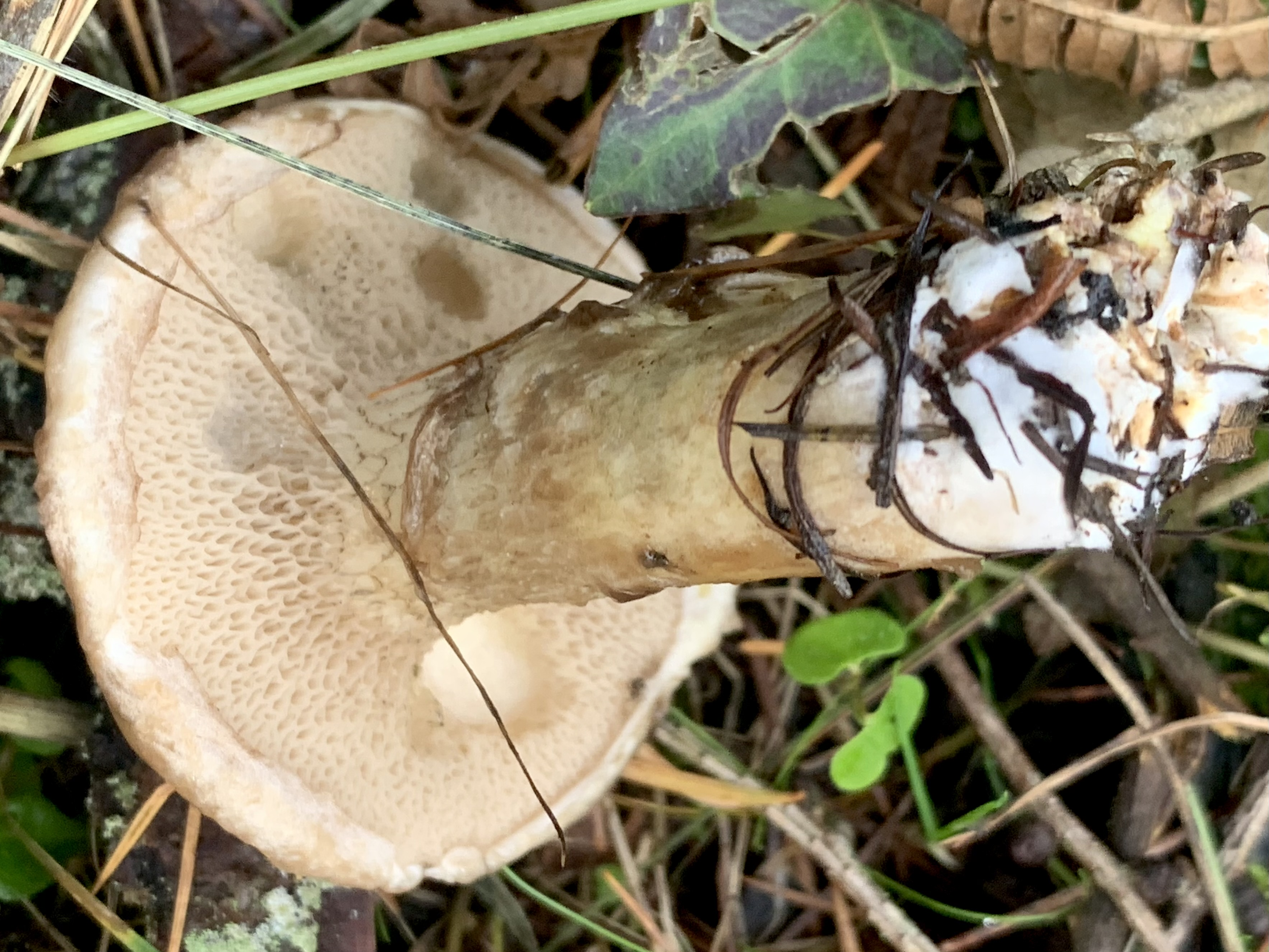
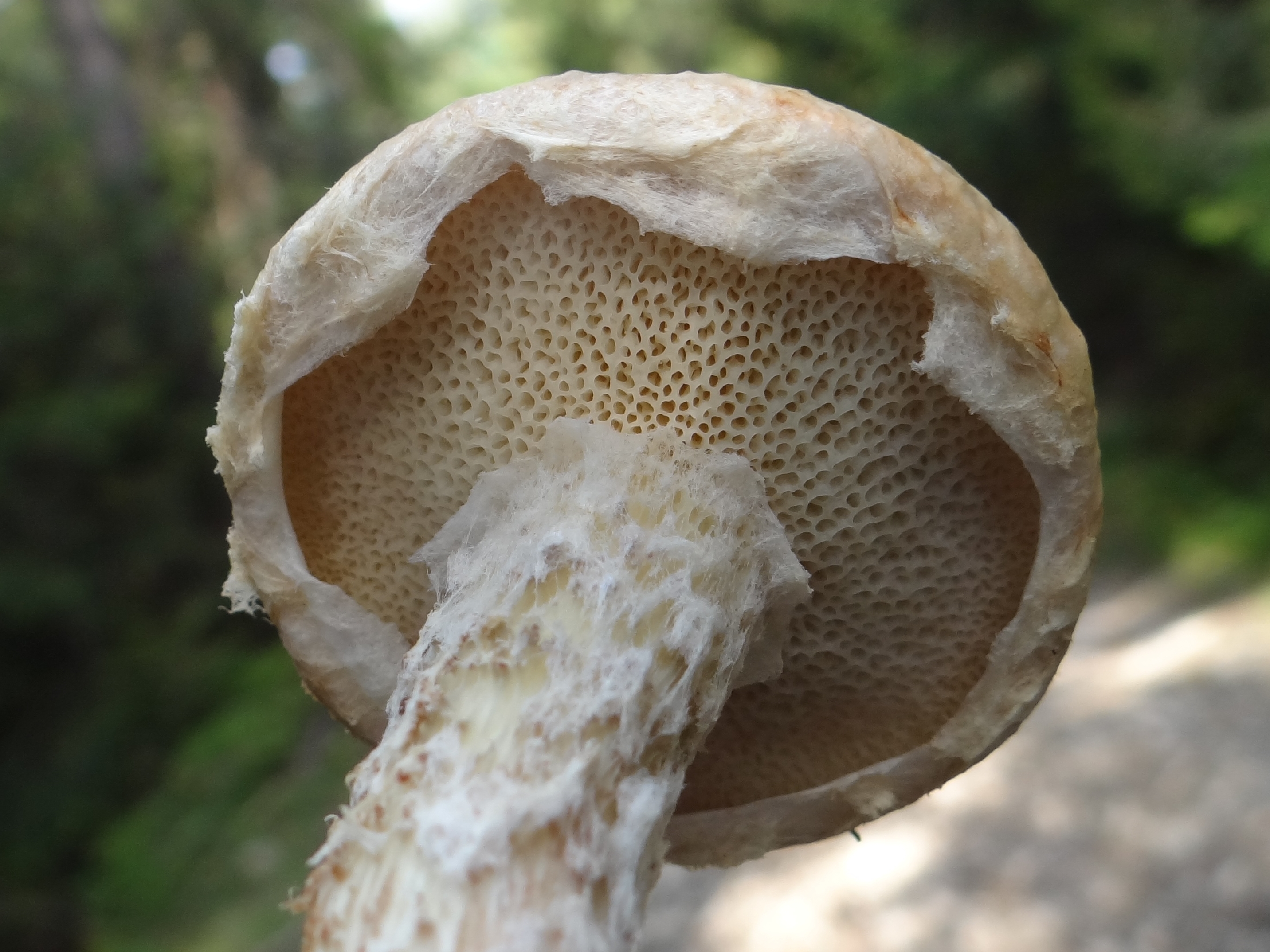
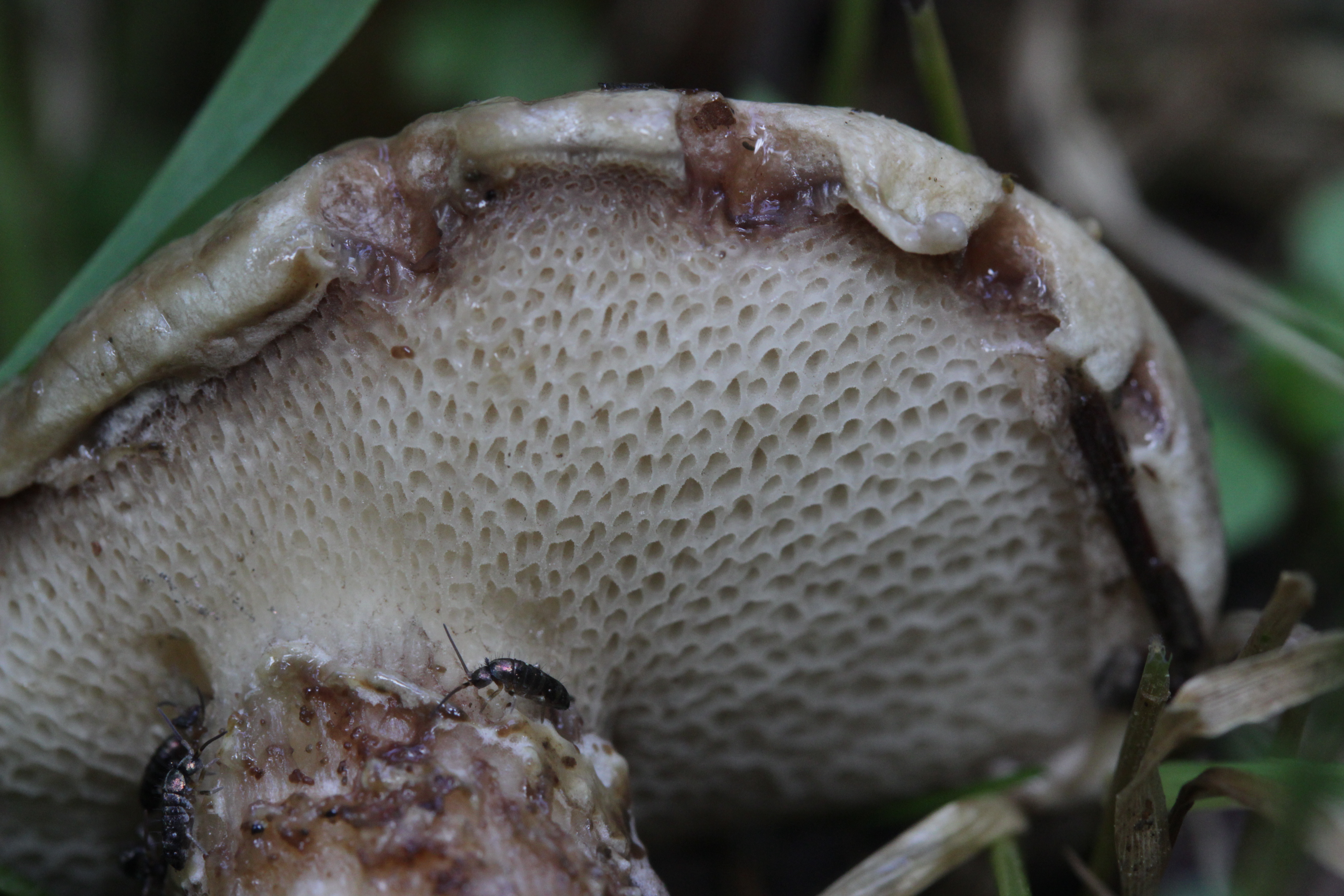
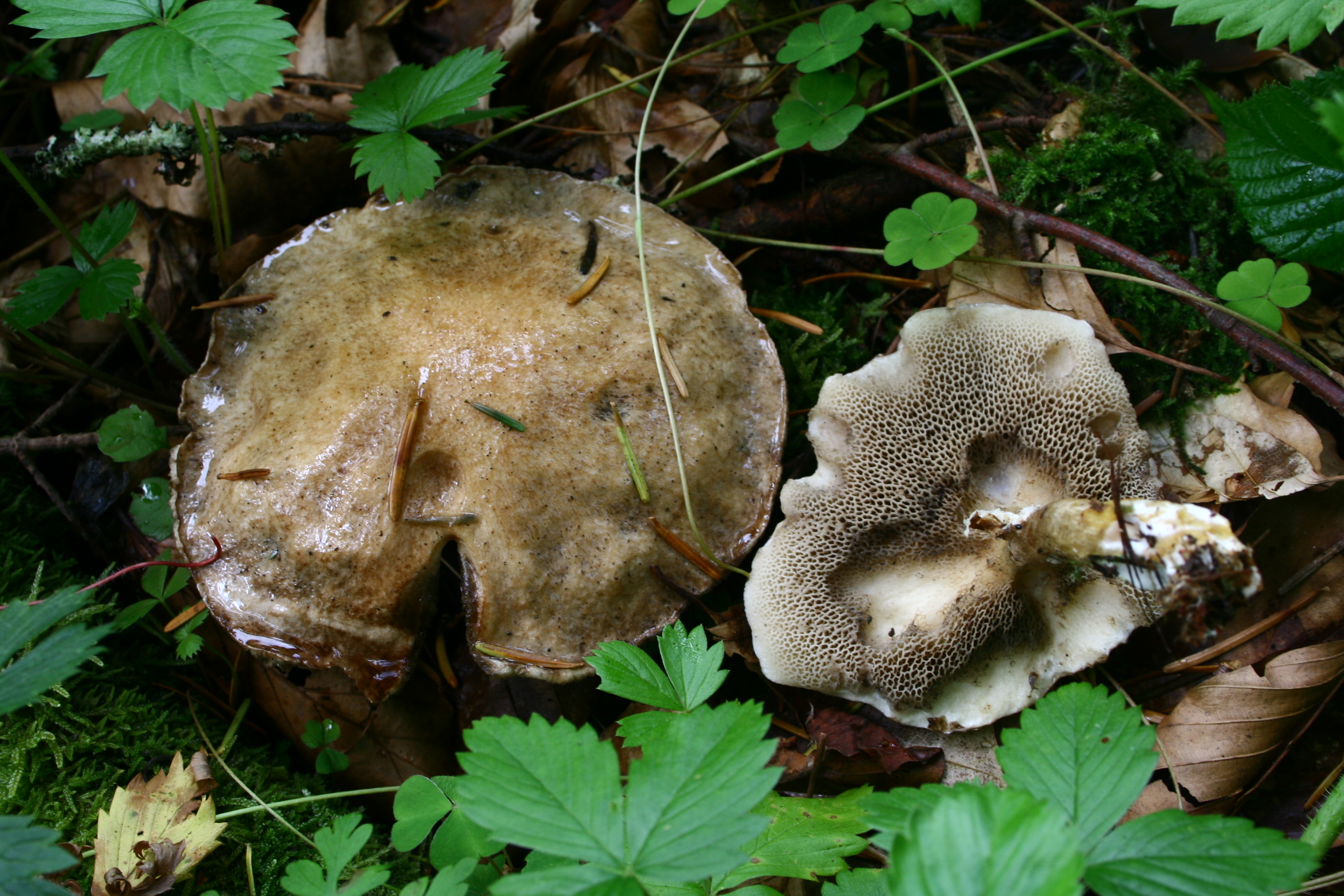
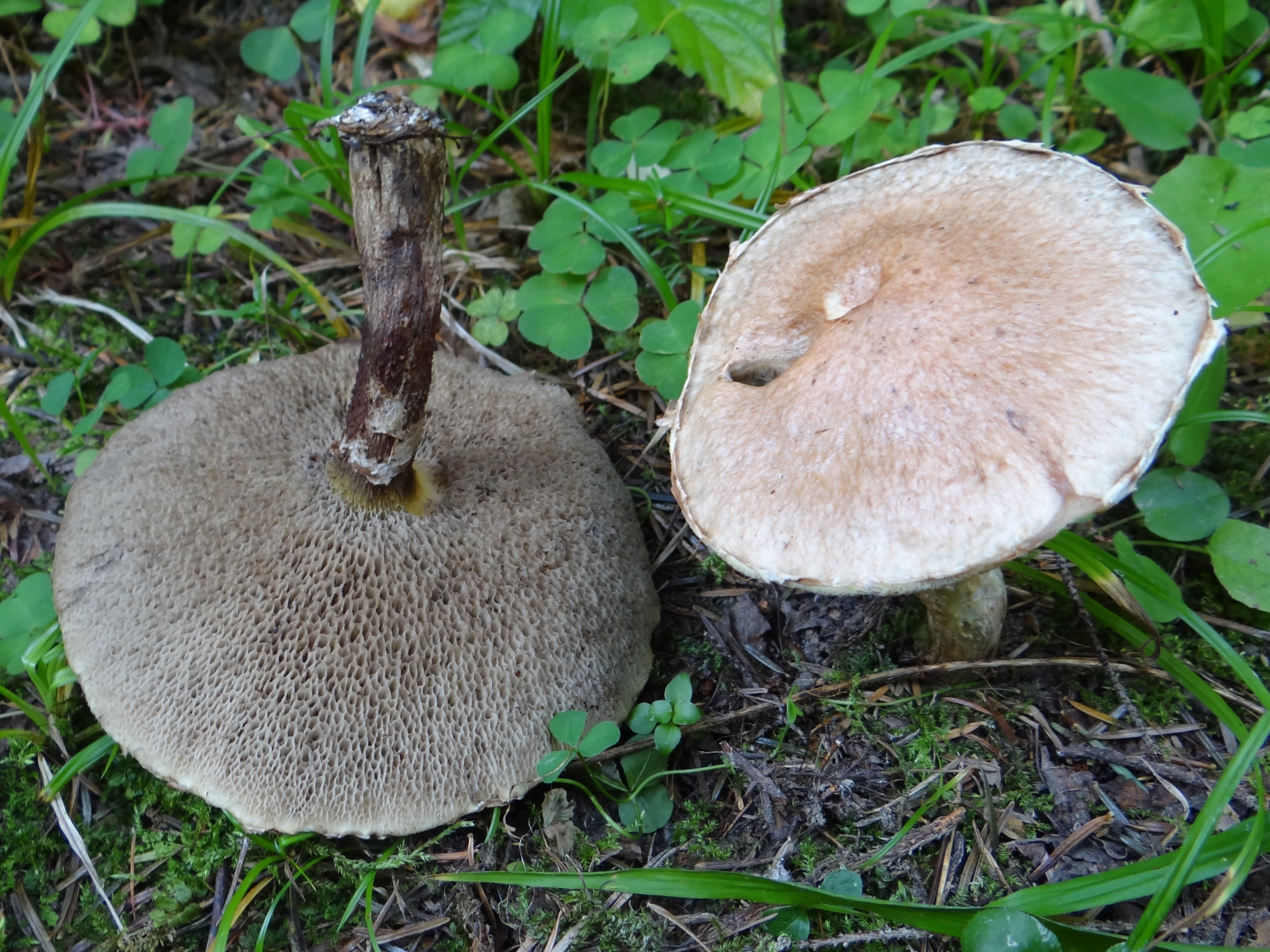
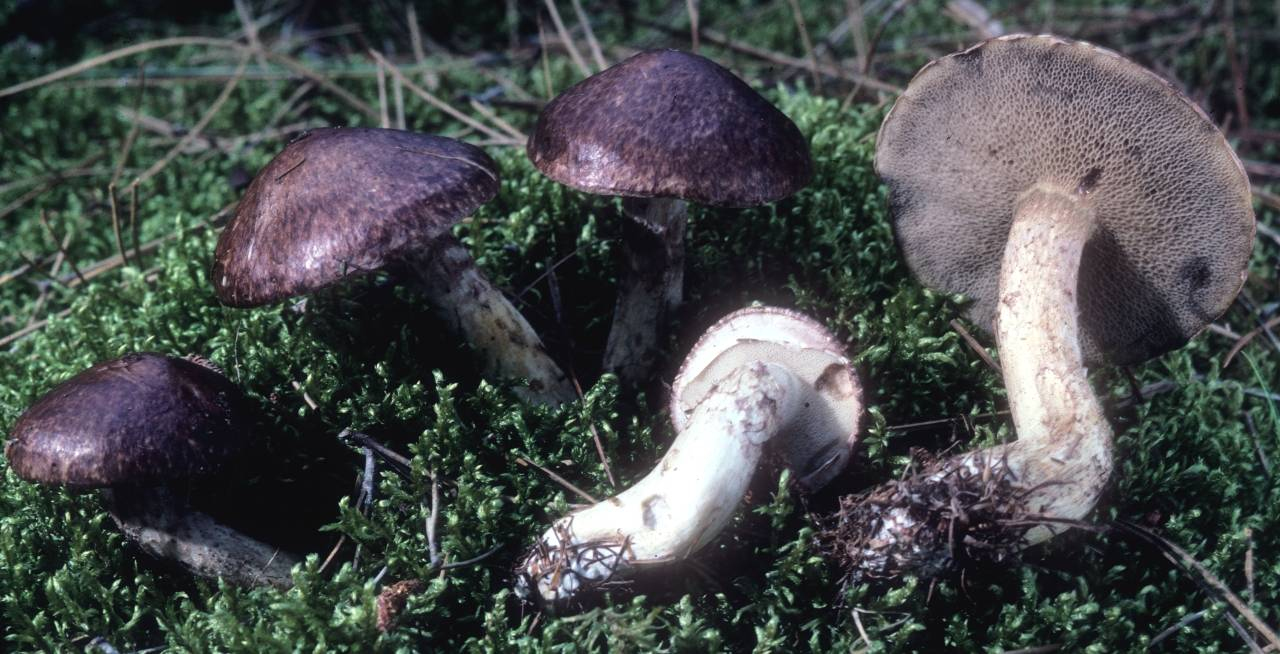
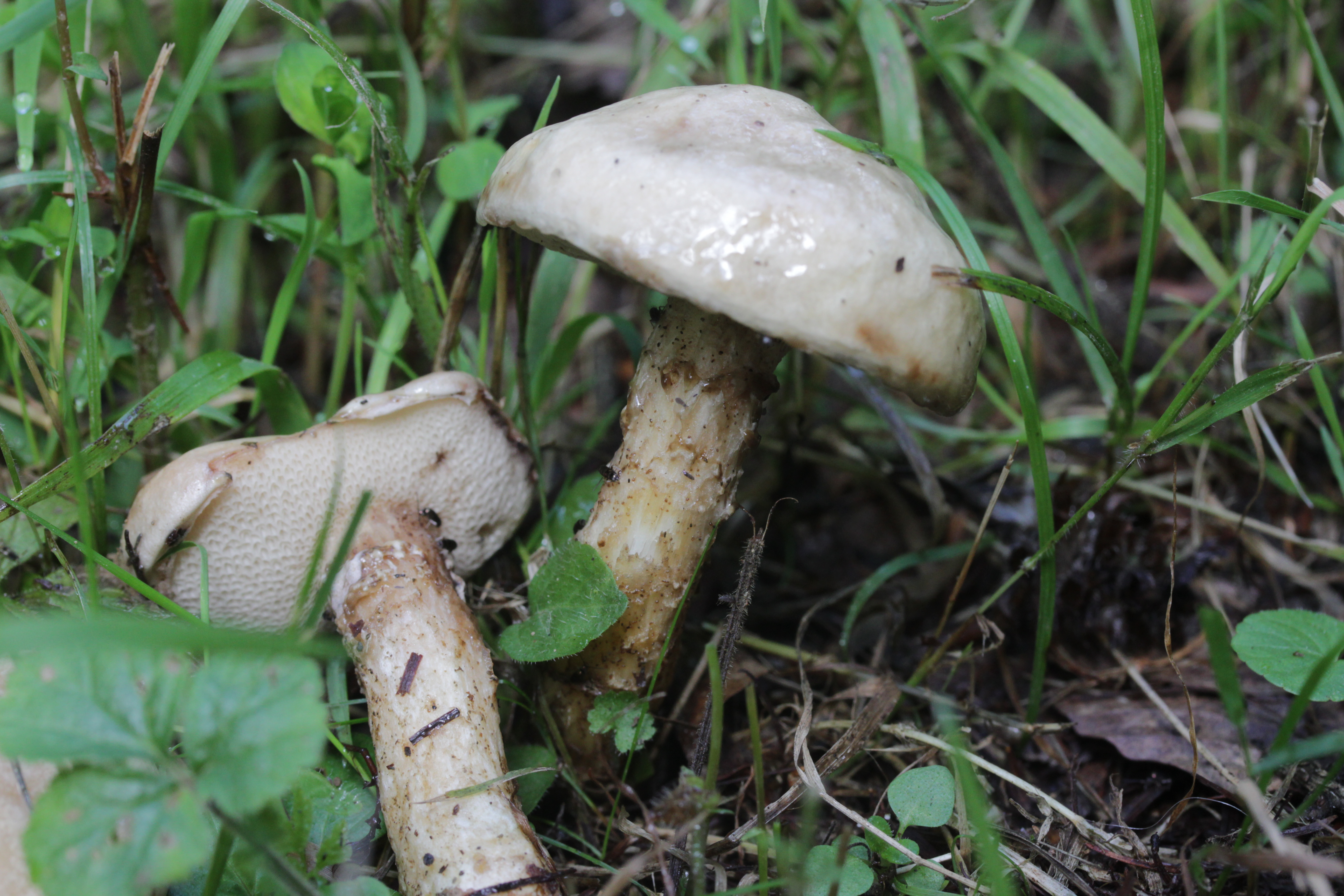
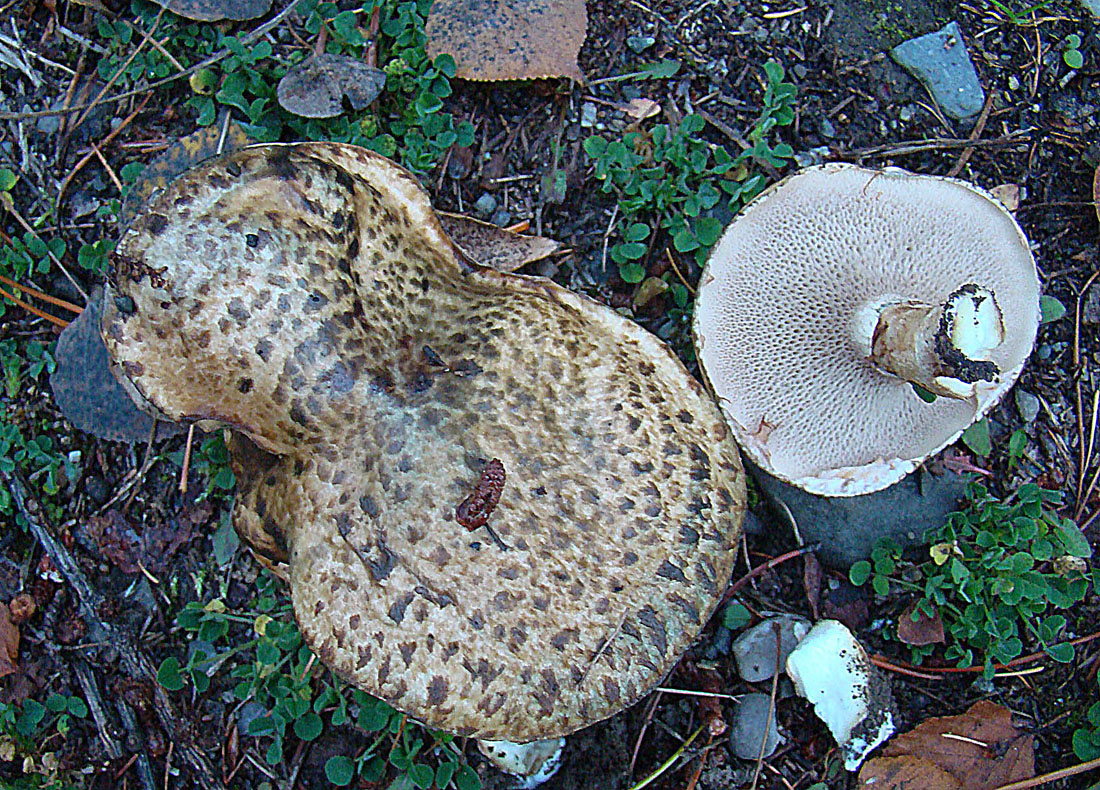
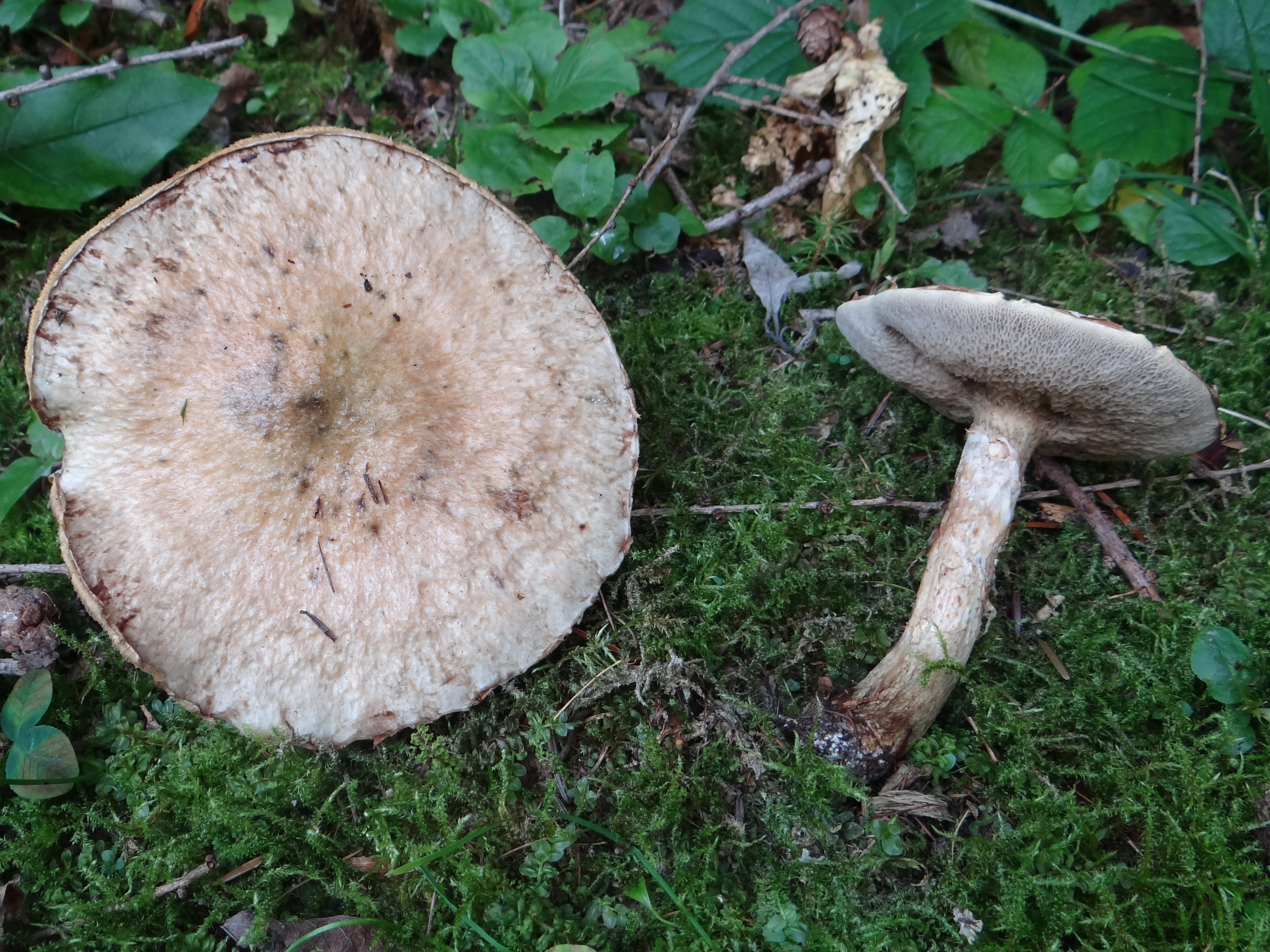
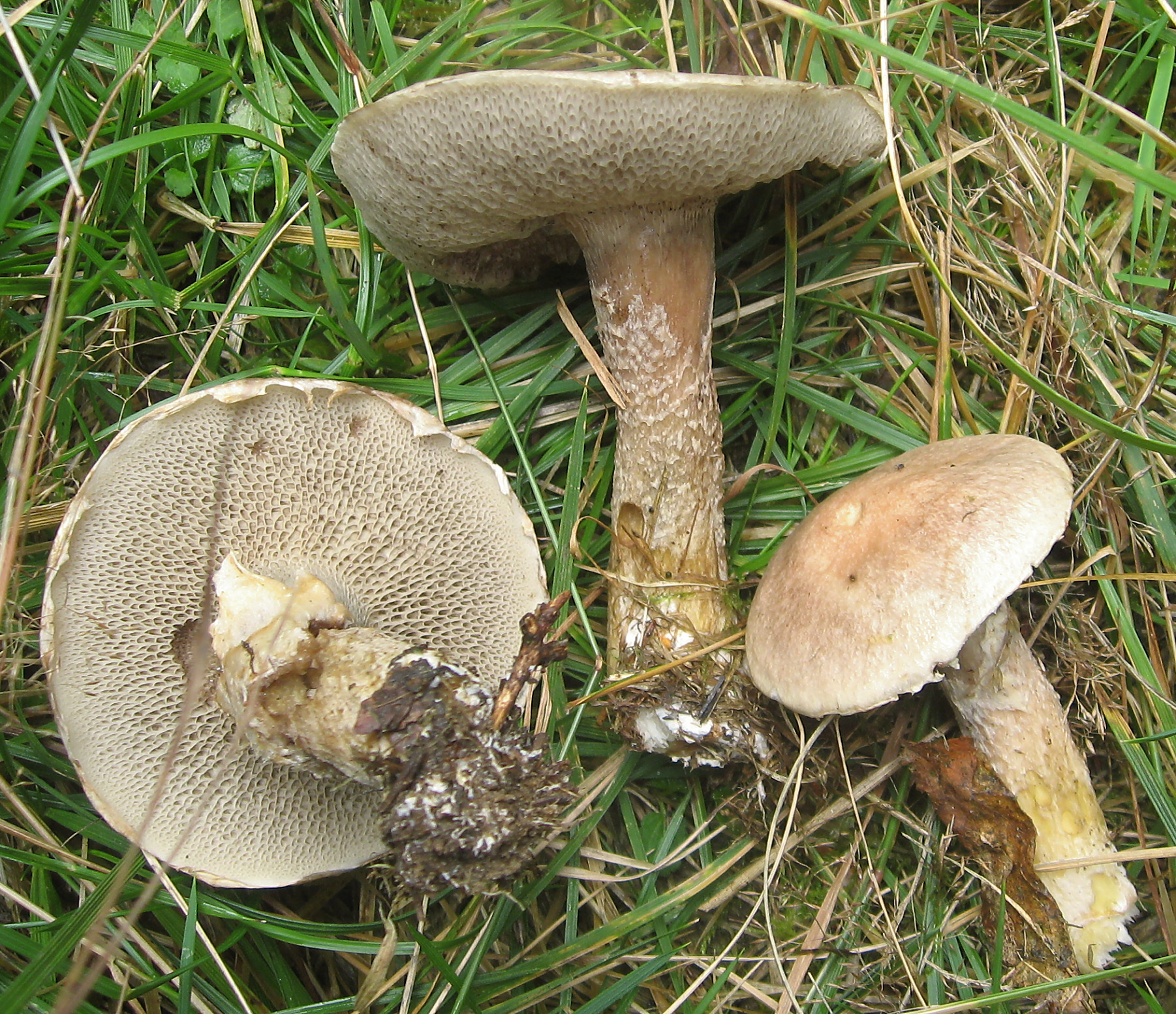

## Variétés et formes
- Suillus viscidus var. brunneus, variété jaune et grise, diffère par un chapeau brun, marron, brun incarnat, un anneau blanc, blanchâtre à plus ou moins jaunâtre ou citrin par le voile muqueux et par la chair quelquefois plus ou moins jaune dans le stipe[5].

## Habitat et distribution
Il s'agit un champignon ectomycorhizien, poussant uniquement sous les mélèzes, de juillet à octobre (mai-novembre). Rare à fréquent selon les régions.

## Comestibilité
Comme tous les bolets du genre Suillus, le Bolet gris des Mélèzes est un comestible médiocre, plus au moins laxatif selon la tolérance individuelle, la quantité consommée et le degré de maturité des spécimens consommés. Pour cela il est préconisé de ne cueillir que des jeunes spécimens, de retirer le pied fibreux, de peler la cuticule et de consommer une quantité modeste la première fois pour évaluer sa propre tolérance aux effets laxatifs. Il ne fait état d'aucune consommation traditionnelle ou occasionnelle notable, de sorte qu'il peut être considéré comme sans intérêt alimentaire, sous les conditions citées précédemment .

## Confusions possibles
- Le Bolet hybride (Suillus bresadolae) a des pores gris ou gris-jaune, mais son chapeau est brun-jaune, son anneau blanc jaunit et sa chair plus au moins jaune a tendance à rosir[4]. Sans intérêt alimentaire jeune, bien cuit.